# Delphinium osseticum
Delphinium osseticum là một loài thực vật có hoa trong họ Mao lương. Loài này được N.Busch mô tả khoa học đầu tiên năm 1931.